# Chikkarugi, Sindgi
Chikkarugi là một làng thuộc tehsil Sindgi, huyện Bijapur, bang Karnataka, Ấn Độ.